# スキスキ♡マイガール
「スキスキ♡マイガール」は、L'luviaの楽曲である。1998年11月26日にマーキュリー・ミュージックエンタテインメントからメジャー・デビュー・シングルとして発売された。

## 概要
楽曲はテレビ朝日系アニメ『クレヨンしんちゃん』のエンディングテーマとして使用された。また、お笑いコンビ・マユリカの出囃子としても使用されている。
2022年12月14日にダウンロード配信が開始された。配信元はテレビ朝日ミュージックとなっている。

## 収録曲
| 全作詞・作曲: KAORU、全編曲: 山中剛。 |                                                 |       |            |
| #                                     | タイトル                                        | 作詞  | 作曲・編曲 |
| 1.                                    | 「スキスキ♡マイガール」                         | KAORU | KAORU      |
| 2.                                    | 「ヒコーキ雲」                                  | KAORU | KAORU      |
| 3.                                    | 「スキスキ♡マイガール（オリジナル・カラオケ）」 | KAORU | KAORU      |

## 収録アルバム
スキスキ♡マイガール
- L'luvialbum
- ザ・ミレニアム・オブ クレヨンしんちゃん ベスト・ヒット・シングル・ヒストリー
- クレヨンしんちゃん スーパー・ベスト30曲入りだゾ
- クレヨンしんちゃん TV・映画 主題歌集だゾ
- プリッと!こんぷりーと クレヨンしんちゃん30周年記念テーマソング集
- まるっと!オンパレード クレヨンしんちゃん30周年記念テーマソングベスト